# Magione
Magione település Olaszországban, Umbria régióban, Perugia megyében. Lakosainak száma 14 620 fő (2023. január 1.). Magione Castiglione del Lago, Tuoro sul Trasimeno, Corciano, Panicale, Passignano sul Trasimeno, Perugia és Umbertide községekkel határos.

## Népesség
A település lakossága az elmúlt években az alábbi módon változott:
| Lakosok száma | 14 836 | 14 815 | 14 620 |
|               | 2015   | 2018   | 2023   |